# Wsiewołod (Ponicz)
Wsiewołod, imię świeckie Władimir Aleksandrowicz Ponicz (ur. 12 listopada 1961 w Zołotym) – rosyjski biskup prawosławny.

## Życiorys
Pochodzi z rodziny robotniczej. Po ukończeniu szkoły średniej w rodzinnym Zołotym (obwód ługański ówczesnego ZSRR) wstąpił do seminarium duchownego w Leningradzie, które ukończył w 1984. Przez kolejne trzy lata był psalmistą w cerkwi w rodzinnej miejscowości. Następnie wyjechał do Rostowa nad Donem i do 1989 pracował jako referent w eparchii rostowskiej i nowoczerkaskiej. 22 stycznia 1989 metropolita rostowski i nowoczerkaski Włodzimierz wyświęcił go na diakona i skierował do służby duszpasterskiej w katedralnym soborze Narodzenia Matki Bożej w Rostowie nad Donem. 18 czerwca tego samego roku przyjął święcenia kapłańskie z rąk wikariusza eparchii rostowskiej, biskupa azowskiego Sergiusza. Przez kolejne sześć lat służył w soborze w Rostowie. Następnie został skierowany do cerkwi Ikony Matki Bożej „Hodigitria” w Aksaju, a po roku – do cerkwi Opieki Matki Bożej w Rostowie nad Donem. Od 1995 uczył również w niższej szkole duchownej w tymże mieście. W 1997 otrzymał godność protojereja. Dwa lata później ukończył wyższe studia teologiczne na Petersburskiej Akademii Duchownej.
20 listopada 2003 został postrzyżony na mnicha w ławrze Peczerskiej, przez jej namiestnika, arcybiskupa wyszhorodzkiego Pawła. Przyjął imię zakonne Wsiewołod na cześć świętego księcia nowogrodzkiego. Dwa lata później otrzymał godność ihumena. Od stycznia do lutego 2012 kierował parafią św. Katarzyny w Jekatierinowce (obwód rostowski). Od lutego do sierpnia 2012 służył w eparchii kijowskiej, następnie wrócił do eparchii rostowskiej i objął parafię św. Pawła w Matwiejewym Kurganie, zaś w 2013 przeszedł do monasteru Iwerskiej Ikony Matki Bożej w Rostowie nad Donem, gdzie został kapelanem mniszek.
5 maja 2015 został nominowany na pierwszego ordynariusza eparchii sławgorodzkiej. W związku z tą nominacją otrzymał godność archimandryty. Jego chirotonia biskupia odbyła się w monasterze Zaśnięcia Matki Bożej w Tichwinie pod przewodnictwem patriarchy moskiewskiego i całej Rusi Cyryla.
We wrześniu 2021 r. został przeniesiony na katedrę achtubińską. W 2023 r. Święty Synod przeniósł go na katedrę urżumską.
.